# Gare de Kensal Rise
La gare de Kensal Rise (en anglais : Kensal Rise railway station), est une gare ferroviaire de la Watford DC line (en), en zone 2 Travelcard. Elle  est située sur la Chamberlayne Road à Kensal Green, dans le borough londonien de Brent, sur le territoire du Grand Londres.
C'est une gare Network Rail desservie par des trains London Overground de Transport for London.

## Situation ferroviaire
La gare de Kensal Rise est établie sur la North London line (en) entre la gare de Willesden Junction, en direction de la gare de Richmond, et de la gare de Brondesbury Park, en direction de la gare de Stratford. Elle dispose de deux quais latéraux, numérotés 1 et 2, qui encadrent les deux voies de la ligne.

Plans de la ligne et des transports à Londres
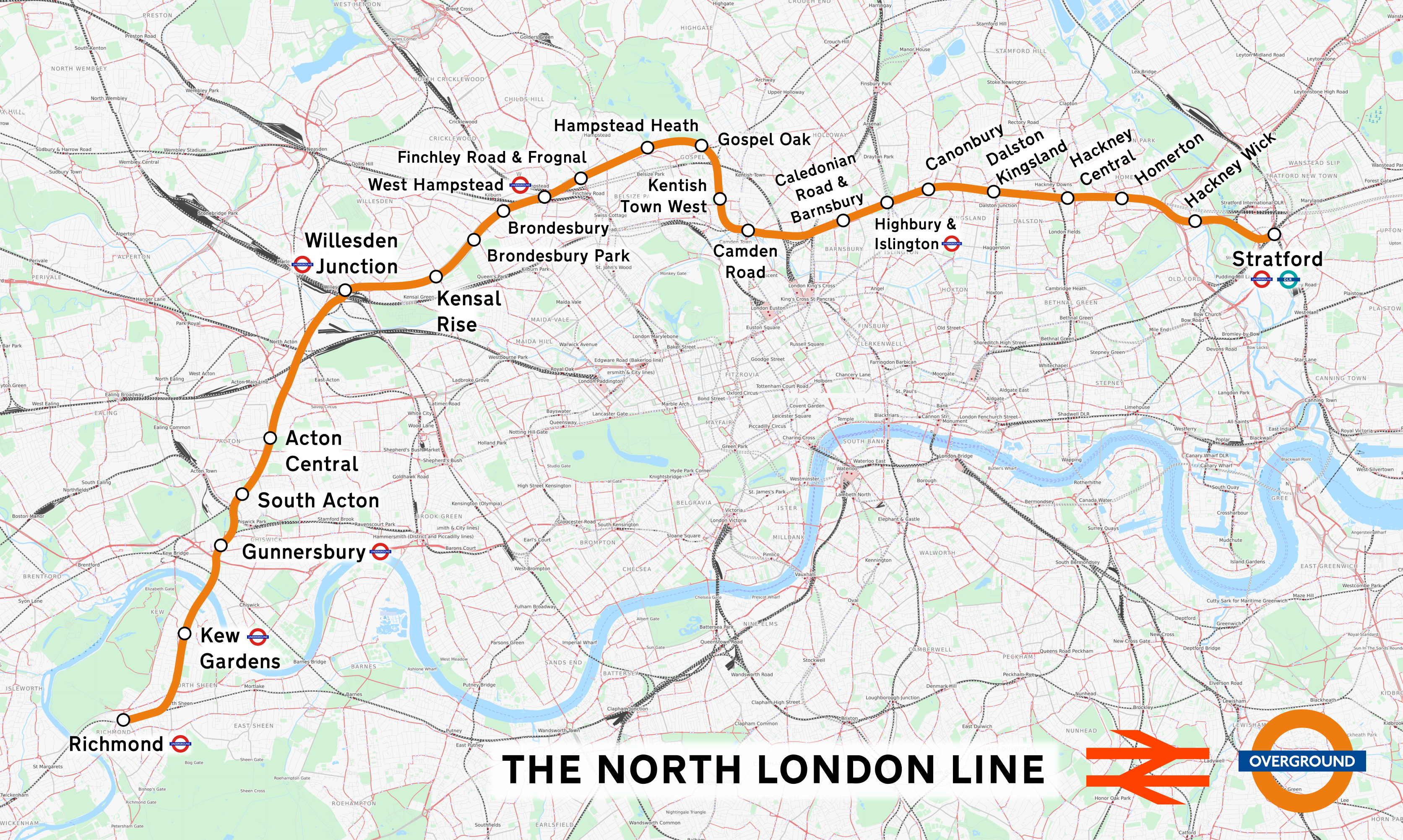
North London line.
Plan des transports.

## Histoire
Une première gare, nommée Kensal Green & Harlesden est mise en service en 1861 par le Hampstead Junction Railway (en). Elle est fermée et reconstruite, en 1873, déplacée d'environ un demi mille en direction de l'est. Du fait du changement de nom de cette partie du quartier, la gare est renommée Kensal Rise en 1890.

## Service des voyageurs

### Accueil
La gare dispose d'une entrée principale sur la Chamberlayne Road à Kensal Green. Elle est accessible aux personnes à la mobilité réduite.

### Desserte
La gare de Kensal Rise est desservie par les trains de banlieue du London Overground circulant sur la relation : gare de Richmond - gare de Stratford.

Installations et desserte
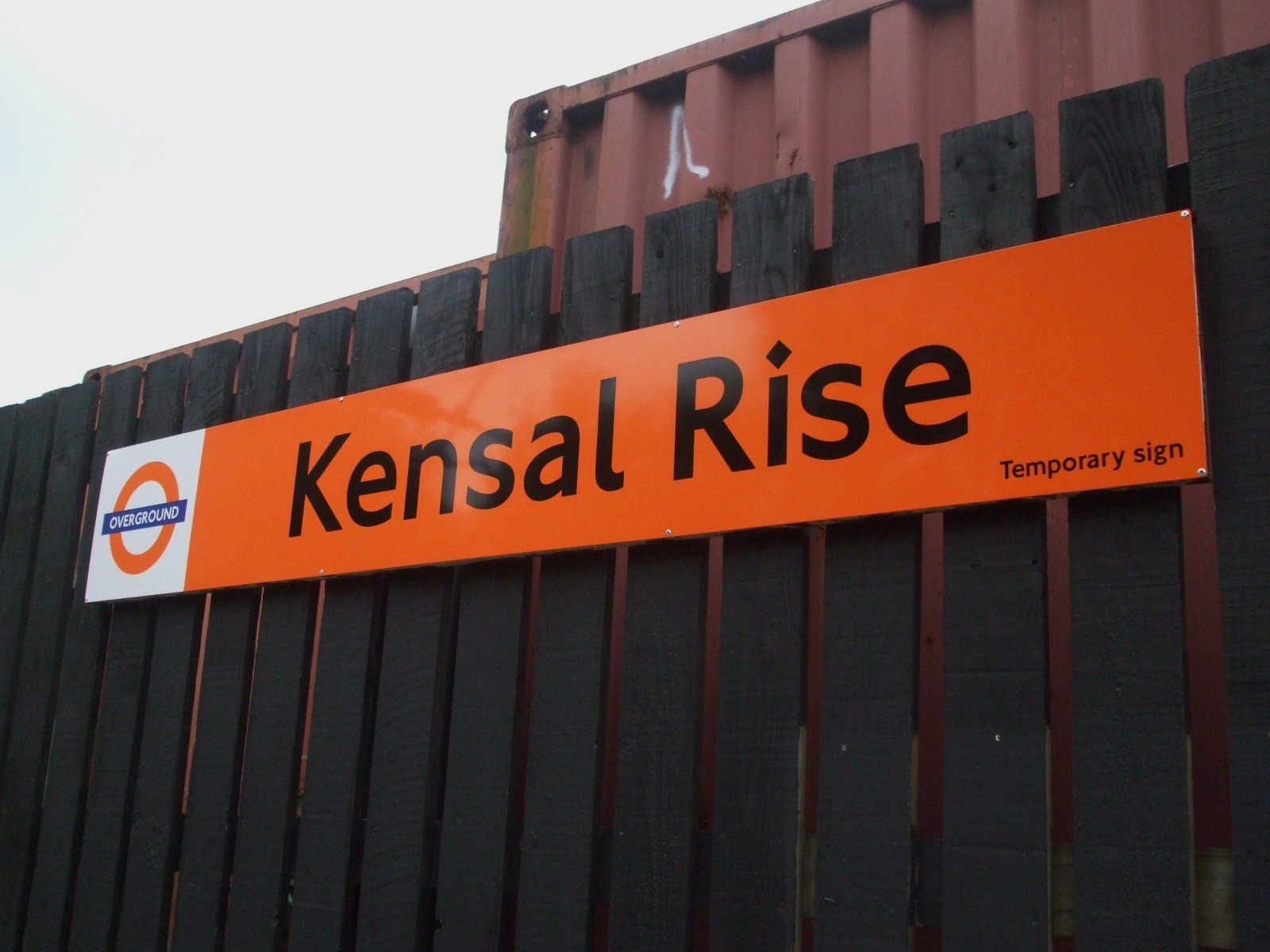
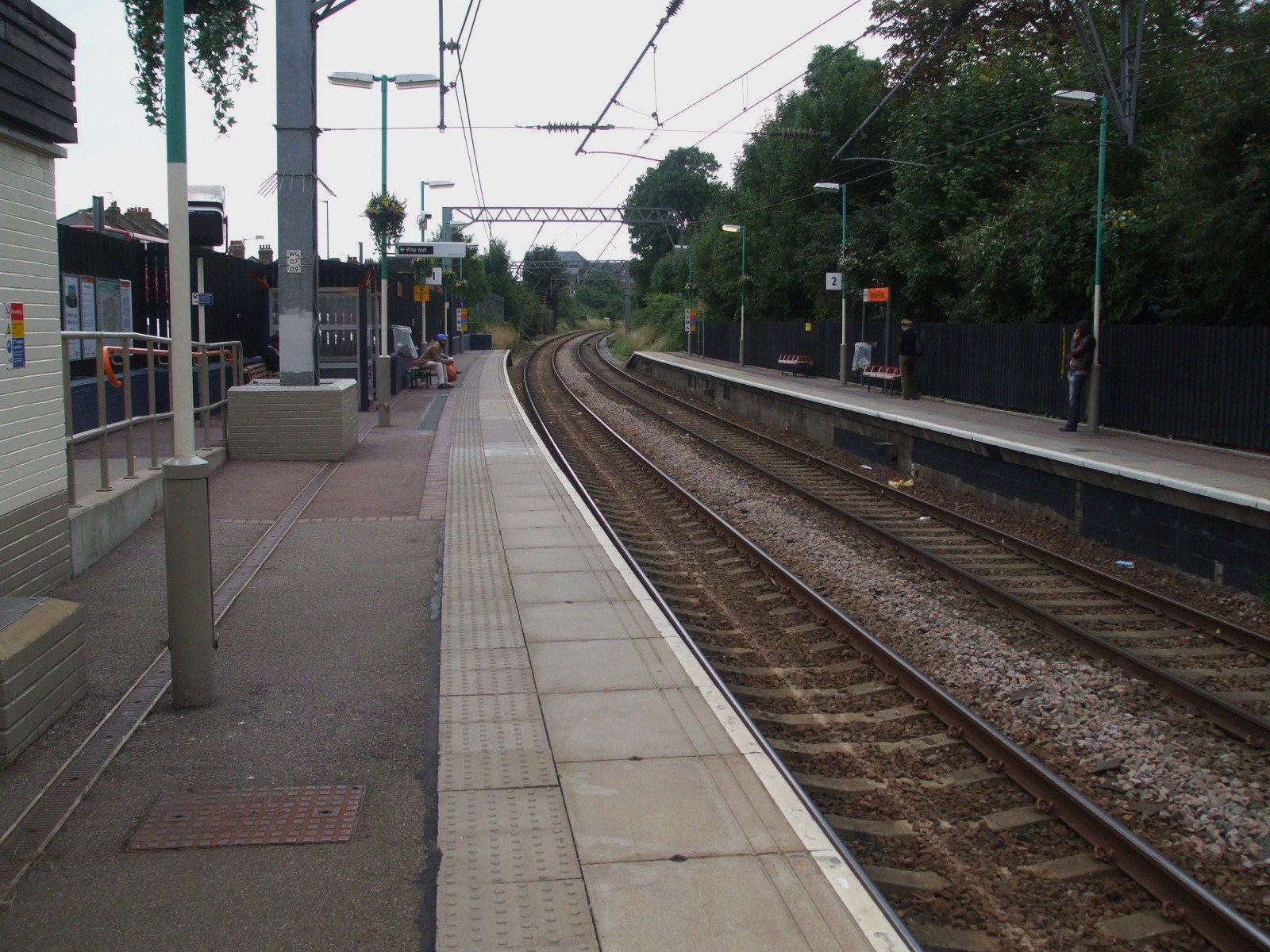
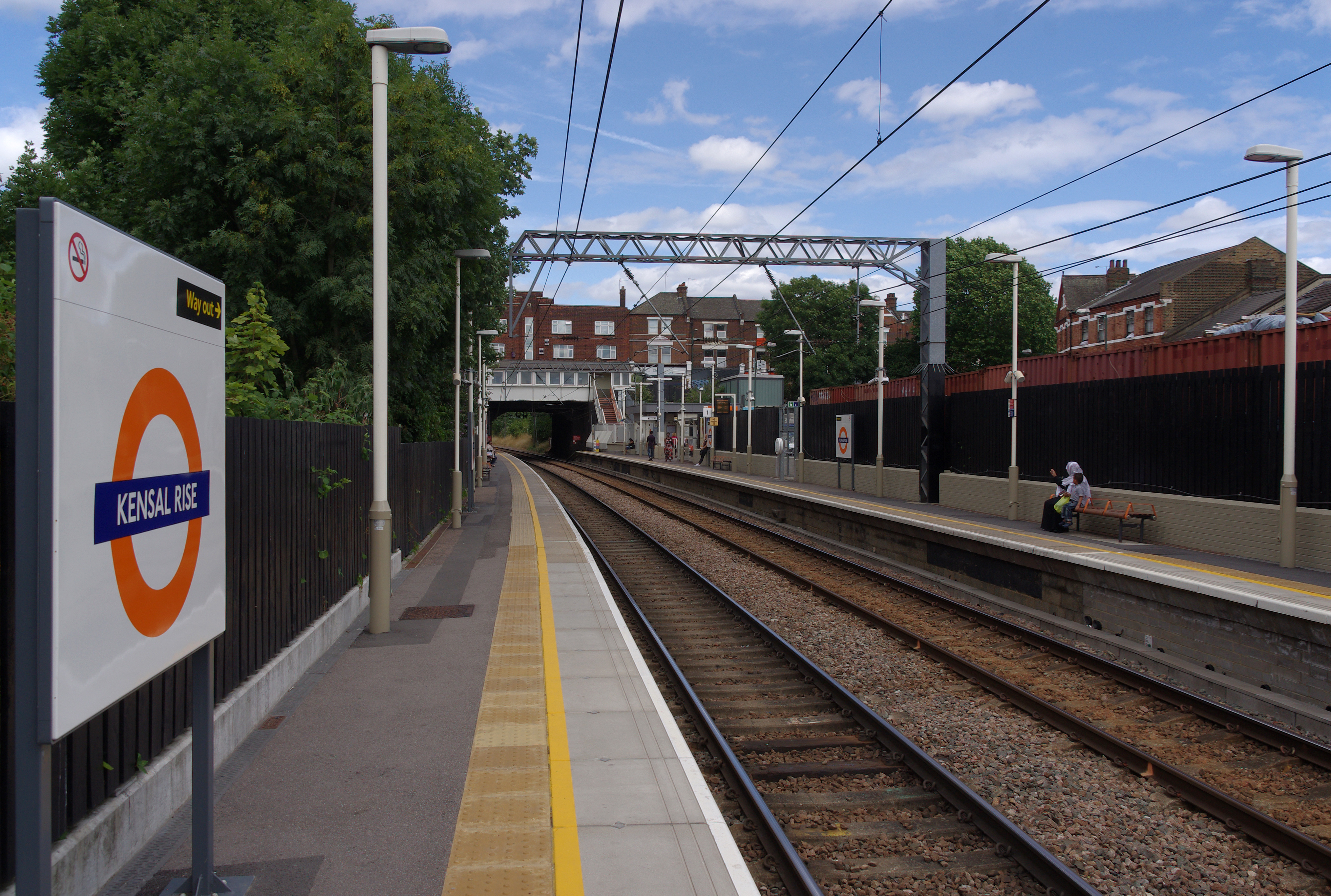

### Intermodalité
La gare est desservie par des lignes des autobus de Londres : 6, 28, 52, 187, 302 et 452.